# Бойшоара
Бойшоара (рум. Boișoara) — село у повіті Вилча в Румунії. Адміністративний центр комуни Бойшоара.
Село розташоване на відстані 175 км на північний захід від Бухареста, 37 км на північ від Римніку-Вилчі, 132 км на північ від Крайови, 98 км на захід від Брашова.

## Населення
За даними перепису населення 2002 року у селі проживали 709 осіб, усі — румуни. Усі жителі села рідною мовою назвали румунську.